# Партенокарпія

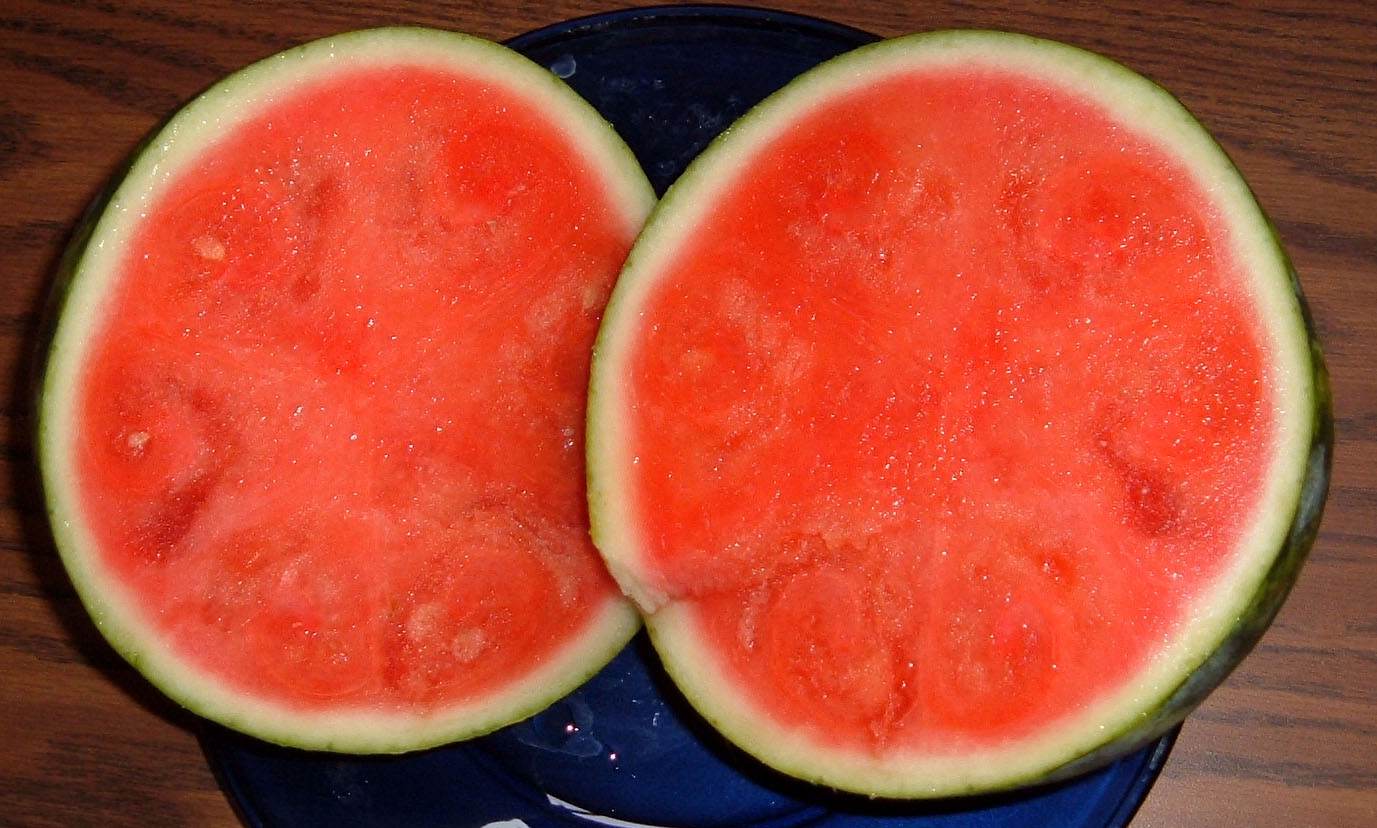
Кавун безнасінний.

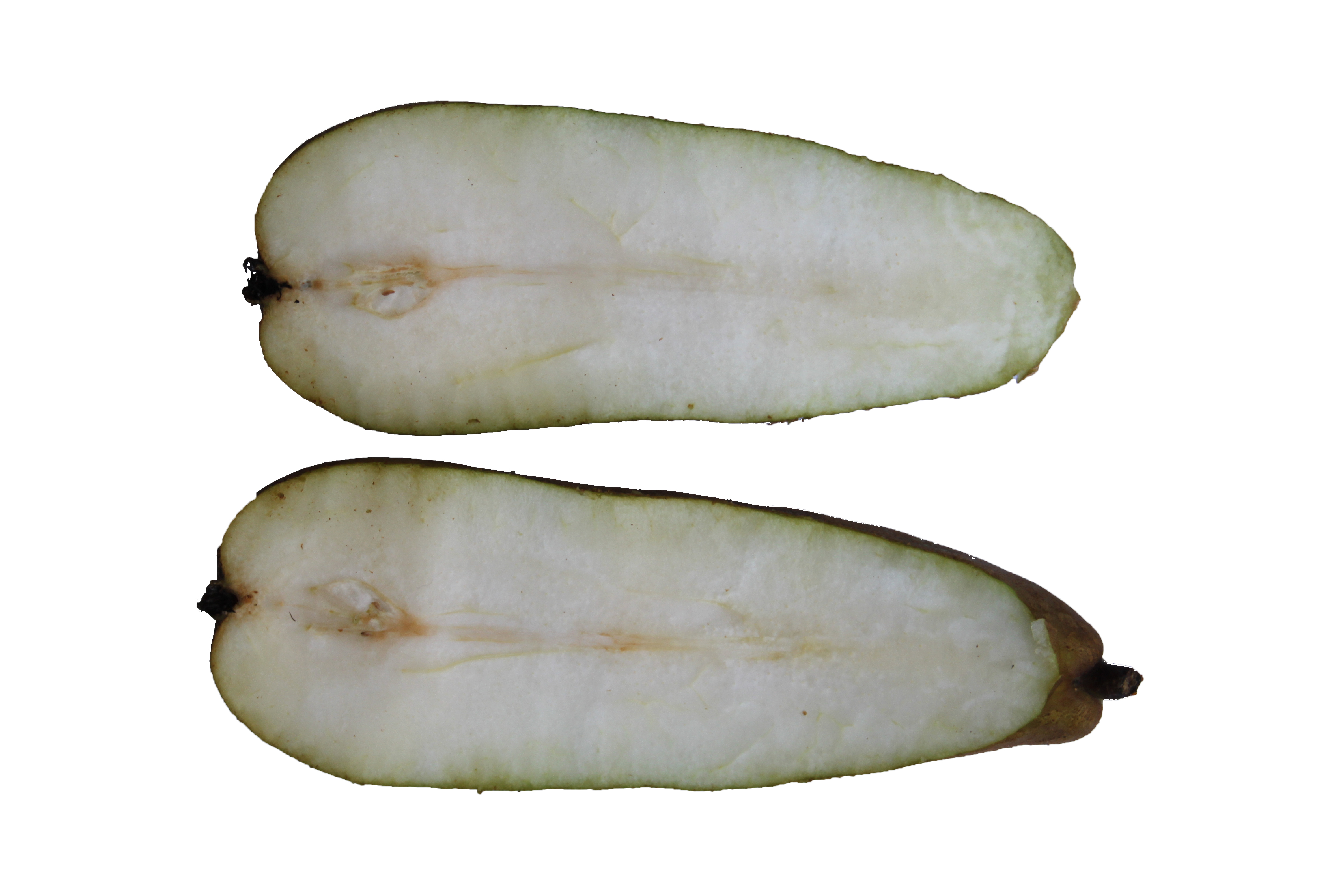
Плід груші без насіння.

Партенокарпія (від давньогрец. parthenos — діва і karpos — плід; дослівно «незайманий плід») — окремий випадок партеногенезу, запліднення без запилення в рослин, зазвичай з утворенням плодів без насіння. Партенокарпія є досить поширеним явищем у плодових, цитрусових і овочевих рослин. Партенокарпія, як і більшість типів стерильності, регресивне явище та не має еволюційного значення.
Розрізняють вегетативну партенокарпію, коли плоди на рослині зав'язуються і в подальшому розвиваються без безпосереднього процесу запилення. Також виділять стимулятивну партенокарпію, при якій для утворення плодів потрібне подразнення рильця квіток пилком інших видів рослин. Наприклад, пилок яблуні здатний викликати партенокарпію у груші, а пилок помідора — у баклажана. Цей тип партенокарпії може бути викликаний штучно шляхом механічних, хімічних або теплових подразнень. Завдяки цьому вона має певне господарське значення, оскільки одержувані в такий спосіб плоди характеризуються більшою соковитістю, м'ясистістю і високими смаковими якостями, а також мають переваги при технологічній обробці.
Плоди, які утворюються при партенокарпії, безнасінні або містять «порожнє» насіння без зародків. Рослини, що характеризуються розвитком тільки безнасінних плодів, розмножуються тільки вегетативно.
Партенокарпія відома в багатьох культурних рослин і часто є основною сортовою ознакою. Притаманна низці сортів винограду, яблуні, груші, помідорів, мандаринів, апельсинів, бананів, аґрусу, хурми, огірка та багатьох інших.